# 王隆
王 隆（おう りゅう、朝鮮語: 왕륭）または王 龍建（おう りゅうけん、ワン・ヨンゴン、朝鮮語: 용건）は、高麗の太祖王建の父。廟号は世祖。諡号は威武大王。

## 生涯
中国陝西省京兆郡出身の康叔の次男の67代子孫の康虎景の息子の康忠は、伊帝建と康宝育をもうける。康宝育は姪の徳周を娶り、康辰義をもうけ、その康辰義と中国人とのあいだに生まれたのが王帝建である。王帝建の父の中国人は中国唐の皇族で、『編年通録』と『高麗史節要』では粛宗、『編年綱目』では宣宗である。父の中国人が新羅に来た時に、康宝育の娘の康辰義との間に王帝建は生まれた。王帝建は、父を探しに唐に行くため黄海を渡河していた途上、西海龍王の娘の龍女（後の元昌王后）と出会い、王帝建は、西海龍王の娘の龍女（後の元昌王后）の駙馬となる。『聖源録』によると、西海龍王の娘の龍女（後の元昌王后）というのは、中国平州出身の頭恩坫角干の娘である。そして王帝建と西海龍王の娘の龍女（後の元昌王后）との間に息子の王隆が生まれる。その王隆の息子が高麗の初代王王建である。

## 考証
チェ・ワンス（朝鮮語: 최완수、澗松美術館研究室長）は、王建の祖先一族は、朝鮮半島の商業活動の中心である松嶽山（現在の開城市）一帯の商業勢力だった豪商であり、中国人商人と直接交易をおこない、莫大な富を築いた。従って、唐の皇族だという王帝建の父は、事実は豪商だった一族のもとに商取引のため出入りしていた中国人商人であり、その中国人商人と康辰義の間で王帝建が誕生したと解釈するのが自然であり、王帝建の父が中国人商人であることを『高麗史』や『高麗史節要』では、粛宗だと高めているが、おそらくは高麗側の推量であった可能性があり、いずれにせよ王帝建が康宝育の家に1ヶ月余り滞在した後に去った中国人商人の青年の息子であったことは間違いなく、それは豪商であった一族のもとには、数多くの中国人商人が商売の取引のため出入りしていたこと、また王帝建が16歳の時に、王帝建の父が証拠物として与えた弓と矢を持って、父を探しに商船に乗りこみ唐へ行こうとしたことから、そのように再解釈して大きな合理性の無理がないと述べている。
高雲基（延世大学）は、「作帝建に関連した話である。彼は唐の皇族だという人物が新羅に来て、この地の女、辰義と結婚して生んだ息子である。のちに作帝建は、父を探しに行く途中に西海の龍の娘と結婚し、息子の龍建を生んだのだが、この人物がまさに王建の父である。『龍』が中国系の何らかの象徴として見るなら、王建の家系はほとんど中国系のはずで、曾祖父から調べても王建は間違いなく中国系3世」と述べている。
宮脇淳子は、「九一八年、高麗が建国されます。かつての高句麗の後裔だというので、『高麗』を名乗りました。しかし、高麗を建てた王建という人もまた満洲人の祖先につながっていくような人で、朝鮮人ではないのです。現在、朝鮮を英語で『コリア』というのは、『高麗』の朝鮮語の発音『コリョ』からきています。だからといって、高麗人が直接今の朝鮮民族につながっているのかというと、そうとはいえません。今の朝鮮民族は高句麗人も高麗人も渤海人でさえ、みなコリア民族だったといい、あたかも血がずっとつながっているかのように言いたがりますが、残念ながら違います。そもそも、『コリア民族』という一つの民族が古代からあったと考えること自体がファンタジー、夢物語であり絵空事なのです」と述べている。
八幡和郎は、「宝育は兄の娘の徳周を娶って娘の辰義をもうけましたが、辰義は素性の知れない中国人の商人と結ばれて作帝建（懿祖）を産みました」「父方の系譜において中国人の血を引く人物であることはたしかです」と述べている。

## 家族
- 父：王帝建[2]
- 母：元昌王后[2]
- 妻：威粛王后[2]
  - 子：王建[2]

## 備考
前述したように唐人の家系の出身であるが、王建の活躍を描いた韓流ドラマ『太祖王建』には、「先祖は彼（張保皐）とともに唐から新羅に渡ってきた」と王建に語るシーンがある。